# Waterval (album)
Waterval is het twintigste studioalbum van K3 en het eerste album in de bezetting van Julia Boschman, Marthe De Pillecyn en Hanne Verbruggen. Het album kwam uit op 17 december 2021. De eerste single van het album, genaamd Waterval, kwam uit op 27 november 2021, nadat Julia de finale van K2 zoekt K3 had gewonnen. Als tweede single werd Tjikke boem uitgebracht op 20 april 2022. De nummers op het album zijn geschreven door Alain Vande Putte.
In België bereikte het album op 25 december 2021 direct de eerste plek in de Ultratop Albums Top 200. Dit was de vijftiende keer dat een album van K3 op de eerste plek stond. In Nederland kwam het album op 25 december 2021 binnen op de tweede plek in de Album Top 100.
De single Waterval werd onderdeel van Just Dance 2022, een muziekspel ontwikkeld en uitgegeven door Ubisoft.

## Tracklist
| Nr. | Titel                      | Duur |
| --- | -------------------------- | ---- |
| 1.  | Waterval                   | 3:43 |
| 2.  | Tjikke boem                | 3:37 |
| 3.  | Kruisje op een wereldkaart | 4:03 |
| 4.  | Superster                  | 3:25 |
| 5.  | Giddy-up-a-gogo            | 2:46 |
| 6.  | Onzichtbaar                | 3:35 |
| 7.  | Straal!                    | 3:57 |
| 8.  | Liefde is je superkracht   | 3:48 |
| 9.  | Raket naar de maan         | 3:34 |
| 10. | Hart van peperkoek         | 3:07 |
| 11. | Ik blijf bij jou           | 3:27 |
| 12. | Er zal liefde zijn         | 3:39 |